# Eupithecia mongolica
Eupithecia mongolica är en fjärilsart som beskrevs av András Vojnits 1974. Eupithecia mongolica ingår i släktet Eupithecia och familjen mätare. Inga underarter finns listade i Catalogue of Life.